# كازوشيجي نوجيما
كازوشيجي نوجيما باليابانية (野島 一成 - نوجيما كازوشيجي) وُلِدَ في الـ20 من يناير 1964 في سابورو، اليابان. وهو كاتب سيناريو ألعاب ياباني، ومؤسس ستيلافيستا المحدودة (Stellavista Ltd).
وهو أفضل من عرف بكتابة أجزاء لعبة سكوير إنيكس سلسلة فاينل فانتسي هم فاينل فانتسي VII، فاينل فانتسي VIII، فاينل فانتسي X، فاينل فانتسي X-2 وأيضًا سلسلة كينغدم هارتز. كتب نوجيما أيضًا كلمات ليبرى فتالي (Liberi Fatali) لفاينل فانتسي الثامن وكلًا من
سوتيكي دا نه (Suteki da Ne) وهيامن أوف فيث (Hymn of the Fayth) لفاينل فانتسي العاشر. كما وضع السيناريو للعبة سوبر سماش برذرز براول على جهاز نينتندو وي.
نوجيما عمل لسكوير انيكس حتى أكتوبر 2003، ألعاب الفيديو، التي كان له الفضل عليها خلال فترة وجوده كموظف لدى سكوير إنيكس :
- باهموت لاغون (1996 كمخرج)
- فاينل فانتازي السابع (1997 ككاتب سيناريو مع يوشينوري كيتاسيه)
- فاينل فانتسي الثامن (1999 ككاتب سيناريو)
- فاينل فانتسي العاشر (2001 ككاتب سيناريو)
- كينغدم هارتز (2002 ككاتب سيناريو مع دايسوكي واتانابي وجون أكي ياما)
- فاينل فانتازيي 10-2 (2003 ككاتب سيناريو مع دايسوكي واتانابي)

منذ أن عمل على مسؤليته، كان له الفضل على المشاريع التالية :
- تانتاي جينجوجي سابورو: كيكن نا فُتاري(1988-1989 ككاتب السيناريو)
- هيركوليس نو سابورو II: تيتان نو ميتسوبو(1989 ككاتب السيناريو)
- تانتاي جينجوجي سابورو: توكي نو سوغي يوكو منامي (1991 ككاتب السيناريو)
- هيركوليس نو سابورو III: كامي غامي نو شينموكو (1992ككاتب السيناريو)
- هيركوليس نو سابورو IV : كامي غامي نو أوكوري مونو (1994 ككاتب السيناريو)
- بيفور كرايسس: فاينل فانتسي 7 (2004 كمشرف على السيناريو)
- كينغدم هارتز: تشين أوف ميموريز(2004 كمشرف على السيناريو)
- فاينل فانتازي 7 أدفنت تشيلدرن (2005 ككاتب السيناريو)
- كينغدم هارتز (2005 ككاتب السيناريو)
- كرايسس كور: فاينل فانتسي 7 (ككاتب السيناريو)
- سوبر سماش برذرز براول (2008 ككاتب لسيناريو أدفانتشر مود: دا سبيس إميساري، مع ماساهيرو ساكوراي)
- هيركوليس نو إيكو : تماشي نو شوومي (2008 ككاتب لسيناريو)
- فاينل فانتسي (2009 فكرة السيناريو)

## وصلات خارجية
- كازوشيجي نوجيما على موقع IMDb (الإنجليزية)
- كازوشيجي نوجيما على موقع ميوزك برينز (الإنجليزية)
- كازوشيجي نوجيما على موقع ديسكوغز (الإنجليزية)
- كازوشيجي نوجيما على موقع قاعدة بيانات الفيلم (الإنجليزية)

- Gpara.com (يابانية)
- Touch-DS.jp (يابانية)